# Distrito de Hardoi
Hardoi (en hindi; हरदोइ ज़िला, urdu; ہردوئی ضلع) es un distrito de India en el estado de Uttar Pradesh. Código ISO: IN.UP.HR.
Comprende una superficie de 5947 km².
El centro administrativo es la ciudad de Hardoi.

## Demografía
Según censo 2011 contaba con una población total de 4091380 habitantes.